# Witseboom

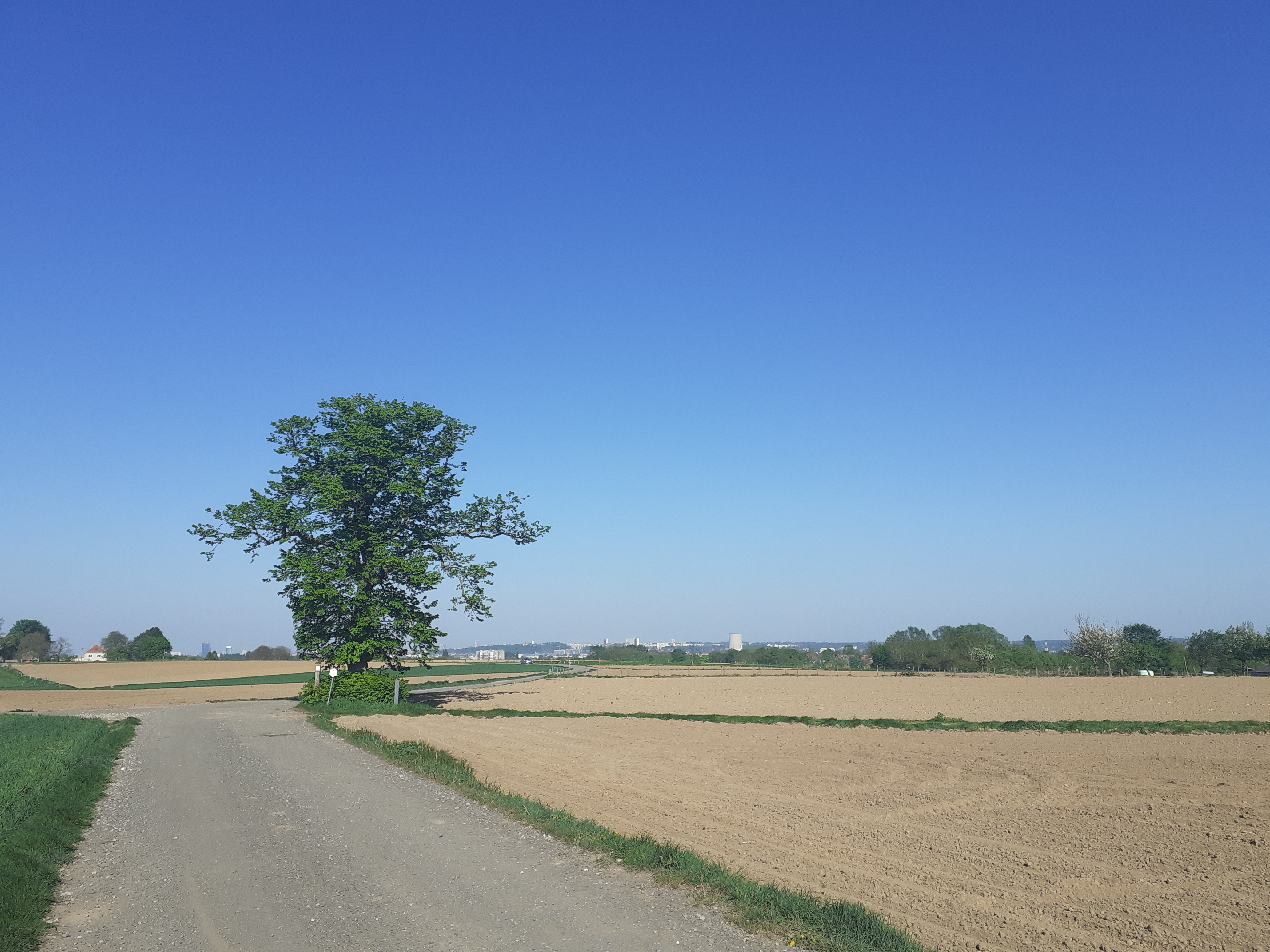
Witseboom aan de Puttenberg in Vlezenbeek uit de populaire VRT politie tv-reeks Witse

De Witseboom is de zomerlinde uit de begingeneriek van de populaire Vlaamse televisieserie Witse, die door VRT werd geproduceerd en van 2004 tot en met 2012 op Eén werd uitgezonden.
Hoewel de serie zich in Halle afspeelt, bevindt de Witseboom zich aan de Puttenberg te Vlezenbeek (Sint-Pieters-Leeuw-Pajottenland). De boom is als gevolg van de serie een toeristische attractie geworden voor de regio. In 2010 werd de Witseboom samen met de omgeving van 28 meter rond de boom door Geert Bourgeois beschermd als monument omwille van zijn artistieke, sociaal-culturele, historische en volkskundige waarde.